# Cariblatta unystilata
Cariblatta unystilata är en kackerlacksart som beskrevs av Guilherme A.M.Lopes och de Oliveira 2004. Cariblatta unystilata ingår i släktet Cariblatta och familjen småkackerlackor. Inga underarter finns listade.